# Самохіна Анна Владленівна
А́нна Владле́нівна Само́хіна (до шлюбу Підго́рна) (нар. 14 січня 1963 — пом. 8 лютого 2010) — радянська, українська і російська акторка театру і кіно, співачка, телеведуча, конферансьє.

## Життєпис

### Батьки
Батько — Владлен Дмитрович Підгорний (нар. 1936 — пом.1970), уродженець Ворошиловградської області Української РСР. У 1956 році — закінчив Єнакіївський металургійний технікум за спеціальністю «технік-сталеплавильник». На останньому курсі, під час навчальної практики у Запоріжжі, на «Запоріжсталі», три дні знімався у масовці стрічки «Весна на Зарічній вулиці», яку фільмували у місті. У сцені — йшов у натовпі робітників по мосту на завод (у фільмі — з 1:19:58 по 1:20:27). Після випуску, за розподілом, потрапив на роботу на металургійний завод міста Гур'євськ Кемеровської області РРФСР. Працював сталеплавильником, майстром на розливанні в мартенівському цеху. Вважався красенем і користувався популярністю у дівчат. Брав участь у конкурсах художньої самодіяльності, співав, ефектно розповідав зі сцени анекдоти. У 1956 році лікарі виявили у нього ваду сердця.
Мати — Ганна Григорівна Підгорна (до шлюбу Кондратьєва) народилася 12 серпня 1934 року у Таганрозі Ростовської області. У лютому 1957 року — закінчила Таганрозький металургійний технікум за спеціальністю «технік-електрик». Також потрапила за розподілом на роботу на завод Гур'євська — конструкторкою в конструкторське бюро. Згодом — працювала черговою з установок в електроцеху. У листопаді 1957 року — одружилася з Владленом Підгорним. У 1958 році народила доньку Маргариту.

### Дитинство і навчання
Анна народилася 14 січня 1963 року, у Гур'євську.
У 1964 році родина переїхала на батьківщину батька, у Ворошиловградську область. Але там йому не вдалося знайти роботу за спеціальністю, тому сім'я перебралася до Череповця Вологодської області Російської РФСР, де батьки влаштувалися на Череповецький металургійний комбінат. Ті часи акторка згадувала так:

| «Наша сім'я жила в сімейному гуртожитку, місця було мало, тому ми з сестрою, як щенята, спали на матрацах у кутку... спільної кухні. Батько пив так, що років до 30 став закінченим алкоголіком. Навіть не знаю, що було страшніше: коли він приходив додому п'яним або коли прокидався злий з похмілля і починав до всіх прискіпуватися — до нас із сестрою, до мами. Втім, у нашому гуртожитку пили всі чоловіки та багато жінок. Людей пригнічувала бідність, побутова невлаштованість, безпросвітність життя. П'яні бійки, крики, жіночий вереск, мат і брязкіт розбитого скла — все це було звичним для нас, не лякало і не дивувало. Люди спивалися, а то й вішалися, як, наприклад, наша сусідка тітка Валя.». Оригінальний текст (рос.) «Наша семья жила в семейном общежитии, места было мало, поэтому мы с сестрой, как щенята, спали на матрасах в углу... общей кухни. Отец пил так, что годам к 30-ти стал законченным алкоголиком. Даже не знаю, что было страшнее: когда он приходил домой пьяным или когда просыпался злой с похмелья и начинал ко всем придираться — к нам с сестрой, к маме. Впрочем, в нашем общежитии пили все мужчины и многие женщины. Людей угнетала бедность, бытовая неустроенность, беспросветность жизни. Пьяные драки, крики, женский визг, мат и звон разбитого стекла — все это было привычным для нас, не пугало и не удивляло. Люди спивались, а то и вешались, как, например, наша соседка тетя Валя.». |
| |

У 1970 році — батько помер (серцевий напад).
Із 7-ми років Анна навчалася грі на фортепіано. Спочатку — вдома, згодом — в музичній школі.
У 14 років — закохалася у хлопця із Череповця, Германа Волгіна (згодом він став хокеїстом). Зустрічалася з ним, доки батьки хлопця не заборонили їм бачитися і не відправили Германа на навчання у Москву.
Після восьмого класу вступила до Ярославського театрального училища, яке закінчила у 1982 році (майстерня Сергія Тихонова). У 16 років, у 1979, під час навчання, вийшла заміж за однокурсника, Олександра Миколайовича Самохіна, і взяла його прізвище.

### Робота

На обкадинці журналу «Супутник кіноглядача»
1989

За розподілом Самохіни потрапили на роботу в Ростов-на-Дону, в Ростовський ТЮГ імені Ленінського комсомолу.
1 листопада 1983 року — Самохіна народила доньку Олександру.
У 1987 році — дебютувала в кіно, зігравши головну жіночу роль (Мерседес) в українському пригодницькому трисерійному художньому фільмі Георгія Юнгвальд-Хількевича «В'язень замку Іф». Через рік — у фільмі «Злодії в законі». Із Михайлом Боярським — зіграла у фільмі «Дон Сезар де Базан». Самохіна стала секс-символом радянського перебудовного кіно.
У 1989 році — стала акторкою санкт-петербурзького Театру імені Ленінського комсомолу (нині — Санкт-Петербурзький державний театр «Балтійський дім»).
Знялась також в українських фільмах: «Ідеальна пара» (1992), «Пристрасті за Анжелікою», «Тринь-бринь» (1993), «Поїзд до Брукліна» (1994), «Сьомий Перстень Чаклунки» (1998, 4 серії) та інших.
У 2000-х — працювала в антрепризах: в Санкт-Петербурзькому театрі «Російська антреприза» імені Андрія Миронова, Санкт-Петербурзькому антрепризному Театрі Комедій. Також грала в Російському незалежному театрі. Зокрема, у «Майстрі і Маргариті» — разом з донькою. Грала з нею також і у виставі «Закоханий Мопассан» — вони зображали матір та доньку. Разом знімалися також у фільмах «Три кольори кохання» та «Чорний ворон-2».

### Останні роки
У 2009 році планувала відпочити в Індії (в Гоа), але відчула біль у шлунку. Пройшла ендоскопічне обстеження. У листопаді 2009 року лікарі діагностували рак шлунка четвертого ступеня. Призначили хіміотерапію, яку акторка пройшла у грудні 2009 року.

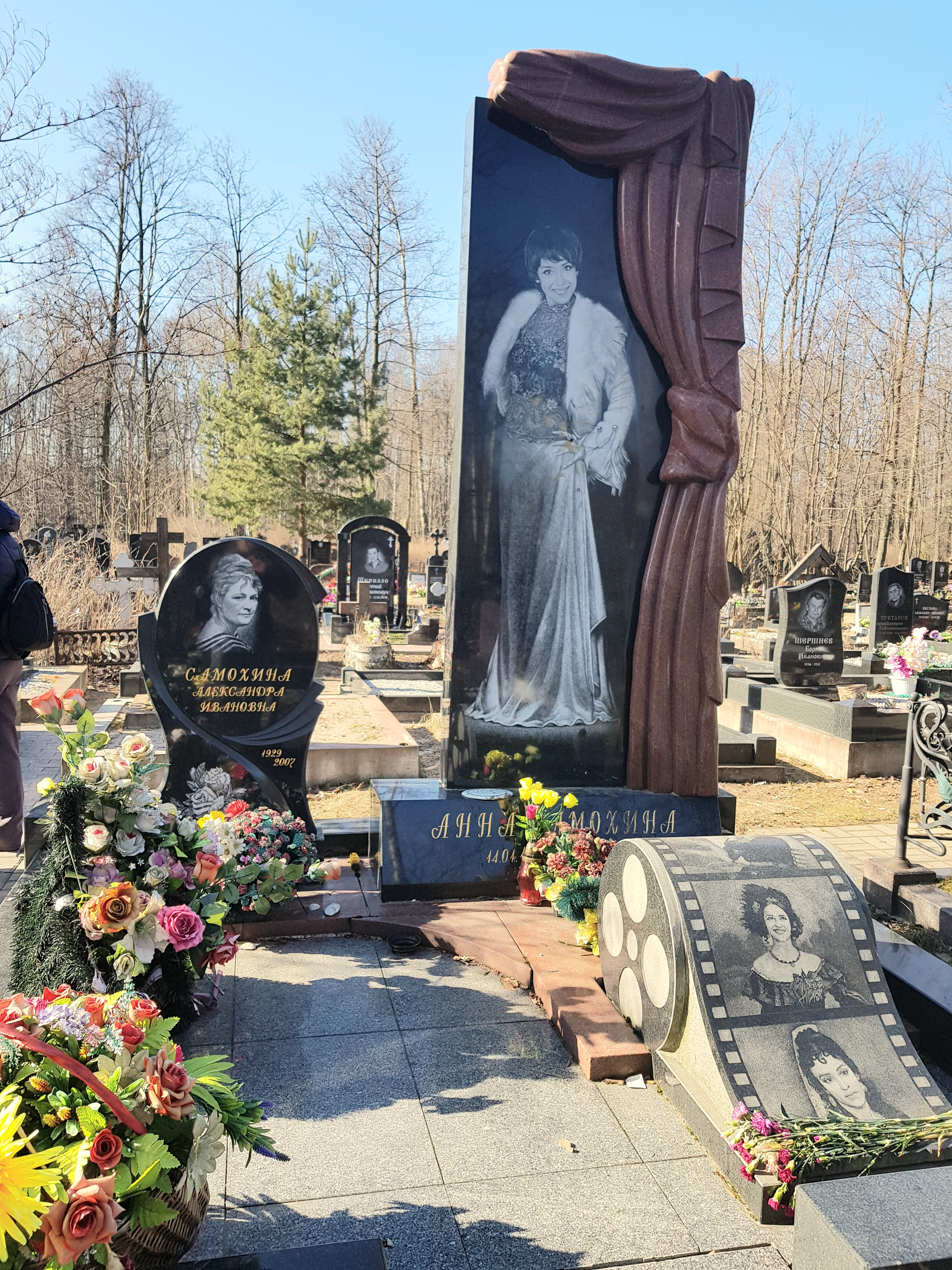
Могила Анни Самохіної на Смоленському кладовищі, 2010

Померла 8 лютого 2010 року у санкт-петербургзькому хоспісі № 3. Похована на Смоленському кладовищі Санкт-Петербуру, поряд із могилою свекрухи, Олександри Іванівни Самохіної (*1929 — †2007), матері першого чоловіка, Олександра Самохіна.

## Родина
Була двічі одружена. З 1979 по 1994 рік — з однокурсником по ярославському театральному училищу, Олександром Миколайовичем Самохіним. 1 листопада 1983 року народила доньку Олександру, яка, як і батьки, стала акторкою (у 2004 році закінчила Санкт-Петербурзьку Академію театральних мистецтв). У 2011 році Олександрв народила доньку Єву.
Другий чоловік — Дмитро Коноров, санкт-петербурзький ресторатор, фізик за освітою. Зустріла його вже у Санкт-Петербурзі. Одружилася в 1994 році, через місяць після розлучення з першим чоловіком. Коноров мав невелике кафе у флігелі Воронцовського палацу, з якого Самохіна зробила свій перший ресторан — «Граф Суворов». Розлучилися — через 7 років спільного життя.
Третій обранець, з яким не оформила стосунки, — офіцер митної служби і співробітник Балтійської митниці Євген Федоров. Весілля було призначене на осінь 2004 року — але так і не відбулося.

## Фільмографія
Анна Самохіна зіграла у понад 50-ти художніх фільмах і створила галерею гострохара́ктерних образів у кіно. У тому числі — фатальних красунь, дворянок і дам. Стала секс-символом радянського перебудовного кіно.
| Фільм                                         | роль | рік       | режисер                                                    | кіностудія                                                                  |
| --------------------------------------------- | --- | --------- | ---------------------------------------------------------- | --------------------------------------------------------------------------- |
| В'язень замку Іф                              | Мерсе́дес — головна жіноча роль                                                                                           | 1988      | Георгій Юнгвальд-Хількевич                                 | Одеська кіностудія, Intra Media                                             |
| Злодії в законі                               | Рита — головна роль | 1988      | Юрій Кара                                                  | Кіностудія ім. М. Горького                                                  |
| На залізниці                                  | Марія — головна роль | 1988      | Віктор Дерюгін                                             | Студія ім. Ю. Тарича, Білорусьфільм                                         |
| Дон Сезар де Базан                            | Маритана — головна жіноча роль                                                                                           | 1989      | Ян Фрід                                                    | Ленфільм                                                                    |
| Оскаженілий автобус                           | Тамара — головна жіноча роль                                                                                             | 1990      | Георгій Натансон                                           | ТО «Ладья», ім. М. Горького                                                 |
| Вовча зграя                                   | Рунак | 1990      | Асхат Ашпаров, Тайфур Патаі                                | Курдска фільм Форенінген, Едельвейс                                         |
| Жіночий день                                  | Ірина Єрохіна — головна роль                                                                                             | 1990      | Борис Яшин                                                 | Мосфільм                                                                    |
| Царське полювання                             | Єлизавета — головна роль                                                                                                 | 1990      | Віталій Мельников                                          | Голос, Ленфільм                                                             |
| Брюнетка за тридцять копійок                  | Ія/Мімі — головна роль                                                                                                   | 1991      | Сергій Никоненко                                           | ТО «ОРФ»                                                                    |
| Дура                                          | Антуанетта, дружина слідчого                                                                                             | 1991      | Олексій Корєнєв                                            | ТО «ОРФ»                                                                    |
| Виплодок пекла                                | Ерна, хімікиня, бомбістка                                                                                                | 1991      | Василь Панін                                               | ТХО «Скіфи»                                                                 |
| Сім'янин                                      | Раєчка, дружина Коливанова                                                                                               | 1991      | Сергій Никоненко                                           | МЖК «Електрон» (місто Новосибірськ), Студія «Імпульс»                       |
| Вовчиці                                       | Жюлія | 1992      | Леонід Кулагін                                             | Центрнаукфільм (ТО «Зов»)                                                   |
| Гангстери в океані                            | Анна Григорівна, лікарка на судні                                                                                        | 1992      | Степан Пучинян                                             | ім. М. Горького, Американо-радянська кіноініціатива, Hong Joong Corporation |
| Детонатор                                     | Вона | 1992      | Олександр Клименко                                         | «РУССКОЕ КИНО»                                                              |
| Ідеальна пара                                 | Марина — головна роль | 1992      | Олександр Полинніков                                       | «Аура» (Одеська кіностудія)                                                 |
| Рекет                                         | Настя | 1992      | Ернест Ясан                                                | Ленфільм, Кіностудія «Петрополь», Ленінтерфільм                             |
| Тартюф                                        | Маріана | 1992      | Ян Фрід                                                    | «Петрополь»                                                                 |
| Зроби мені боляче                             | Віра Самаріна — головна роль                                                                                             | 1993      | Олександр Ісаєв                                            | Одеська, «Дальвент Ф»                                                       |
| Пристрасті за Анжелікою                       | Анжеліка Іванівна Кудріна — головна роль                                                                                 | 1993      | Олександр Полинніков                                       | «Аура» (Одеська кіностудія)                                                 |
| Колесо кохання                                | Катерина Львівна, підприємиця, власниця приватної клініки                                                                | 1994      | Ернест Ясан                                                | Ленфільм                                                                    |
| Російський транзит                            | Олександра | 1994      | Віктор Тітов                                               | Ленфільм                                                                    |
| Тринь-бринь                                   | продавчиня | 1994      | Радомир Василевський                                       | Одеська                                                                     |
| Бульварний роман                              | Ольга Палем — головна роль                                                                                               | 1995      | Василь Панін                                               | Асоціація «Наше Кіно», OST-WEST Korporation (OWK)                           |
| Поїзд до Брукліна                             | Віра — головна роль | 1995      | Валерій Федосов                                            | «Лінгком», «Будущєє»                                                        |
| Театр ЧехонТВ. Картинки з недавнього минулого | дружина | 1996      | Ігор Масленников                                           | «Троїцький міст»                                                            |
| Сьомий Перстень Чаклунки                      | королева Кора — головна роль                                                                                             | 1998      | Борис Небієрідзе                                           | Пелікан, ТВ-центр, Укртелефільм                                             |
| Китайський сервіз                             | Зінаїда Аполінаріївна Волошина — головна роль                                                                            | 1999      | Віталій Москаленко                                         | Мосфільм, Кіностудія «Жанр»                                                 |
| Вулиці розбитих ліхтарів-2                    | 8-ма серія: «Дама з собакою». Лариса Віталіївна Курбатова                                                                | 1999      |                                                            | «Російський відео-фільм» на замовлення ТНТ-Телєсєть                         |
| Дім Надії                                     | медсестра | 2000      | Євген Леонов-Гладишев                                      |                                                                             |
| Російський водевіль                           | Фільм 1: «Блідолиций брехун». Луїза Карлівна Зюдерзе, господарка квартири. Фільм 2: «Віцмундир». Ганна Єгорівна Любецька | 2001      | Віталій Москаленко, Олександр Орлов, Володимир Грамматиков |                                                                             |
| Чорний ворон                                  | Ада Захаржевська, дружина професора Захаржевського — головна роль                                                        | 2001-2004 | Борис Горлов, Андрій Кравчук, Ігор Москвітін               | «Новий російський серіал», «Пан Терра», «Дельфін»                           |
| Дружна сімейка                                | 12-а серія: «Калим». Зухра                                                                                               | 2002      | Юрій Стицьковський, Олександр Полинніков                   | Компанія «Меріот»                                                           |
| Бандитський Петербург. Фільм 4. Арештант      | 1-5, 7-а серія. Катерина Дмитрівна Гончарова — головна роль                                                              | 2003      | Андрій Бенкендорф, Владислав Фурманов                      | МакДос, 2-Б-2                                                               |